# Plectris eusquamosa
Plectris eusquamosa är en skalbaggsart som beskrevs av Frey 1975. Plectris eusquamosa ingår i släktet Plectris och familjen Melolonthidae. Inga underarter finns listade i Catalogue of Life.